# 차대왕
차대왕(次大王, 71년 ~ 165년, 재위: 146년 ~ 165년)은 고구려의 제7대 국왕이다. 휘는 수성(遂成)이다.
일단 원론적으로써 고재사(고구려국 고추가)의 서자(庶子)이자 태조태왕의 배다른 서동생이고 신대왕의 배다른 서형인 그는 《삼국사기》에선 태조왕의 동모제(同母弟)로, 《후한서》에서는 태조왕의 장자로 기록되어 있다. 태조왕 때에는 대장군 등으로 활약하고 또한 121년경부터 25년 남짓 대리청정으로써 국정을 대신 살폈다.
146년 선양을 받아 76세의 나이로 왕위에 올랐다. 폭정으로 인해 명림답부에게 살해되었다. 신채호에 의하면 차대왕, 신대왕, 인고(仁固) 3형제는 태조왕의 이복 동생이 아니라 서자라고 한다.

## 즉위 이전
중국의 후한서나 위서에는 그는 태조왕의 아들이라 한다.
그는 태조왕 치세 후반부터 장군으로 활약하였고 정치에도 간여하였다. 121년 후한의 침입에 대항하여 출전한 수성은 거짓 항복으로 적군을 속여 안심하게 하고 험한 곳을 차지하고 막았으며 몰래 현도·요동을 공격하여 크게 승리하였다.
이 해부터 태조왕을 대신하여 국정과 군사를 통괄하였다. 132년, 양신 등의 측근들에게 왕위 찬탈을 권유받은 뒤, 차기 왕위를 넘보는 언동을 보이기 시작했다. 146년, 수성은 측근들의 부추김을 받아 쿠데타를 모의하였으나 실행하기 전에 태조대왕이 먼저 선위하고 물러났다.

## 치세
147년 차대왕은 자신의 왕위 계승을 반대한 우보(右輔)고복장(高福章)을 처형하였으며 좌보 목도루(穆度婁)도 은퇴하였다. 이에 차대왕은 국가의 주요 요직에 자신의 측근을 임명하였다.
148년에는 태조왕의 맏아들 고막근(高莫勤)을 죽였으며 둘째아들 고막덕(高莫德)은 화가 미칠 것을 두려워하여 자살하였다.
165년에 계속되는 폭정에 백성이 견디어내지 못함을 명분으로 연나부(椽那部) 조의(皂衣) 명림답부에게 살해되었다.

## 가족 관계
- 형 혹은 아버지 : 태조대왕 - 《삼국사기》에는 차대왕의 형으로 전해지지만, 《후한서》에는 차대왕의 아버지로 기록되어 있다.
- 왕후 : 미상
  - 아들 : 추안(鄒安) - 차대왕의 아들이다. 명림답부에 의해 차대왕이 살해되고 신대왕이 왕위에 오르자, 궁궐을 빠져나가 몸을 숨겼다. 신대왕이 즉위 후, 대사면령을 내리자 신대왕을 찾아가 살려줄 것을 청하였다. 이에 신대왕은 그를 사면하고, 양국군에 봉했다. 그 이후 삶은 전해지지 않는다.

## 기타
태조대왕의 즉위와 그 가계는 현재까지도 많은 의문이 남겨져 있다. 《삼국사기》의 기록에는 태조대왕의 아버지인 재사는 유리왕의 아들이라 한다. 재사의 조카인 모본왕이 사망한 시기는 53년이며, 유리왕이 사망한 후부터 38년이 지난 시기이다. 따라서 재사가 유리왕 말년에 출생했다고 가정해도, 유리왕이 18년에 죽었으므로, 재사의 나이는 아무리 높아도 35세이다. 그런데 재사는 모본왕 사후에 연로함을 이유로 왕위를 사양하였으므로, 35세보다 나이가 많았음이 분명하다. 또한 재사의 다른 아들들로 기록된 차대왕·신대왕은 그 출생 연도가 71년과 88년으로서 신대왕을 낳을 당시 재사의 나이는 아무리 적어도 70세를 상회한다. 이와 같은 이유로 신채호는 태조대왕이 유리왕의 손자가 아니라 대무신왕의 손자이며, 재사는 대무신왕의 아들이라 주장하였다.
한편 차대왕·신대왕은 태조대왕의 동생으로 알려져 있지만, 《후한서》에는 차대왕이 태조대왕의 아들로 기록되어 있으며, 신대왕도 차대왕의 아들로 기록되어 있다. 《삼국지》에는 차대왕이 기록되어 있지 않고, 신대왕이 태조대왕의 아들로 기록되어 있다. 이러한 태조대왕 가계의 의문점은 《삼국지》에 "고구려의 왕실이 소노부에서 계루부로 바뀌었다."라고 쓰인 기록의 흔적으로 보기도 한다. 태조대왕 이전 왕들의 이름이나 시호에서 부여의 왕성인 해(解)씨가 나타나는 점을 토대로 하여, 태조대왕 이전은 해씨 소노부·태조대왕 이후는 고씨 계루부가 왕위를 이었다는 주장이 있다. 《후한서》에서는 차대왕·신대왕은 각각 아들·손자라고 한다. 한편 김부식도 《삼국사기》를 편찬할 때, 《후한서》를 인용, 안제 건광 원년(121)에 후한서에 궁이 죽고 궁의 아들 수성이 즉위하였다는 대목을 인용해놓기도 했다.

## 같이 보기
- 백제
  - 개루왕 (128년~166년)
- 신라
  - 일성 이사금 (134년~154년)
  - 아달라 이사금 (154년~184년)
- 가야
  - 김수로왕 (42년?~199년)
- 왜
  - 세이무 천황 (131년~190년)
- 후한
  - 한 환제 (147년~167년)

| 전 대 태조왕 | 제7대 고구려 국왕 146년 - 165년 | 후 대 신대왕 |